# Maksim Kontsevitsj

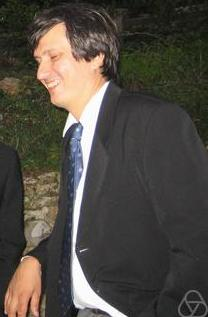
Maksim Kontsevitsj

Maksim Lvovitsj Kontsevitsj (Russisch: Макси́м Льво́вич Конце́вич; 25 augustus 1964) is een Russisch wiskundige. 
Hij is professor aan het Institut des Hautes Études Scientifiques en bijzonder professor aan de Universiteit van Miami. In 1997 ontving hij de Henri Poincaré-prijs, in 1998 de Fields Medal en in 2008 de Crafoord-prijs.  In 2012 werd hij een laureaat van de Breakthrough Prize in Fundamental Physics, in 2015 van de Breakthrough Prize in Mathematics.
Zijn werk gaat hoofdzakelijk over meetkundige aspecten binnen de theoretische natuurkunde, zoals motivische integratie, knopentheorie, kwantisatie en spiegelsymmetrie. Een van zijn resultaten is een formele vervormingskwantisering die geldt voor elke Poissonvariëteit. Hij introduceerde ook de Kontsevichintegraal, een topologische invariant van knopen (en schakels) gedefinieerd door ingewikkelde integralen analoog aan Feynmanintegralen, en een veralgemening van het klassieke Gauss-schakelgetal. In de topologische veldentheorie introduceerde hij de moduliruimte van stabiele kaarten, die kan worden beschouwd als een wiskundig rigoureuze formulering van de Feynmanintegraal voor topologische snaartheorie. Hij bewees ook dat het vermoeden van Dixmier gelijkwaardig is aan het vermoeden van Jacobi.